# Pokrow (stacja kolejowa)
Pokrow (ros. Покров) – stacja kolejowa w miejscowości Staroje Pieriepieczino, w rejonie pietuszyńskim, w obwodzie włodzimierskim, w Rosji. Położona jest na nowym szlaku Kolei Transsyberyjskiej.

## Historia
Stacja powstała w czasach carskich na linii Moskwa – Niżny Nowogród, pomiędzy stacjami Usad i Pietuszki.
Nazwa pochodzi od pobliskiego miasta Pokrow, które w czasie budowy stacji było stolicą powiatu pokrowskiego.